# 方山 (温岭)
28°25′27″N 121°14′15″E / 28.42417°N 121.23750°E
方山位于浙江省温岭市大溪鎮，由方山、南嵩岩、狮峰三大景区组成。2005年作为雁荡山世界地质公园的东园区，被列为世界地质公园。2006年与长屿硐天景区被列为国家级风景名胜区。